# Естри (насеље)
За групу органских једињења, погледајте Естар.
Естри (фр. Estry) насеље је и општина у северној Француској у региону Доња Нормандија, у департману Калвадос која припада префектури Вир.
По подацима из 2011. године у општини је живело 355 становника, а густина насељености је износила 33,02 становника/km². Општина се простире на површини од 10,75 km². Налази се на средњој надморској висини од 240 метара (максималној 245 m, а минималној 143 m).

## Демографија
| 1962. | 1968. | 1975. | 1982. | 1990. | 1999. | 2011. |
| ----- | ----- | ----- | ----- | ----- | ----- | ----- |
| 425   | 436   | 378   | 368   | 322   | 336   | 355   |

График промене броја становника у току последњих година